# Mątowy Małe
Mątowy Małe is een plaats in het Poolse district  Malborski, woiwodschap Pommeren. De plaats maakt deel uit van de gemeente Miłoradz en telt 200 inwoners.